# VM i bandy 2022
Verdensmesterskabet i bandy 2022 skulle have været det 41. VM i bandy gennem tiden, arrangeret af Federation of International Bandy, opdelt i en A-turnering med 8 hold og en B-turnering med de resterende tilmeldte hold.
Den 12. marts 2020 blev Rusland tildelt værtskabet for mesterskabet, og den 31. januar 2021 blev Syktyvkar udpeget som værtsby. Syktyvkar skulle egentlig have været værtsby for VM i 2021 som en del af fejringen af 100-års-jubilæet for den autonome russiske republik Komi, men eftersom A-VM i bandy 2020 i Irkutsk blev aflyst og flyttet til 2021, blev Syktyvkars værtskab flyttet til 2022.
Den 10. februar 2022 meddelte Federation of International Bandy, at B-VM var blevet aflyst, eftersom mange at de potentielle deltagerlande havde afvist at deltage i mesterskabet med henvisning til den igangværende COVID-19-pandemi.
Efter Ruslands invasion af Ukraine i slutningen af februar 2022 meddelte Finland og Sveriges Bandyforbund, at de ikke ville deltage i verdensmesterskaber i Rusland i 2022. Og den 1. marts 2022 meddelte Federation of International Bandy, at mesterskabet var blevet udsat.